# NASAの施設
NASAの施設（ナサのしせつ）は、アメリカ合衆国内だけでなく、世界中に存在する。アメリカ航空宇宙局 (NASA) の本部はワシントンD.C.にあり、局に対して全般的な指導を行い、政治的リーダーシップを発揮する。NASAのフィールドセンターは全部で10施設あり、NASAの仕事のリーダーシップを取り、業務を執行する。これらの10施設とは、エイムズ (研究)、アームストロング (飛行研究)、グレン (研究)、ゴダード (宇宙飛行)、JPL (宇宙飛行)、ジョンソン (宇宙)、ケネディ (宇宙)、ラングレー (研究)、マーシャル (宇宙飛行)、ステニス (宇宙)である。他のすべての施設は、これらのフィールドセンターのうちの少なくとも一つのリーダーシップの下に属する。これらの施設の中には、歴史的あるいは管理上の理由により、複数の設備をもつところもある。NASAはこれまでに様々な観測所及び望遠鏡を使用または支援してきた。その一例としてNASA赤外望遠鏡施設がある。2013年に出されたNASAの監察総監室 (OIG) の報告書により、NASAのあまり利用されていない施設を基地閉鎖・再編委員会 (BRAC) 様式の組織に統合することが勧告された。監察総監室はNASAの155施設のうちの少なくとも33施設が十分に活用されていないことを明らかにした。

## NASAのフィールドセンター

### ゴダード宇宙飛行センター

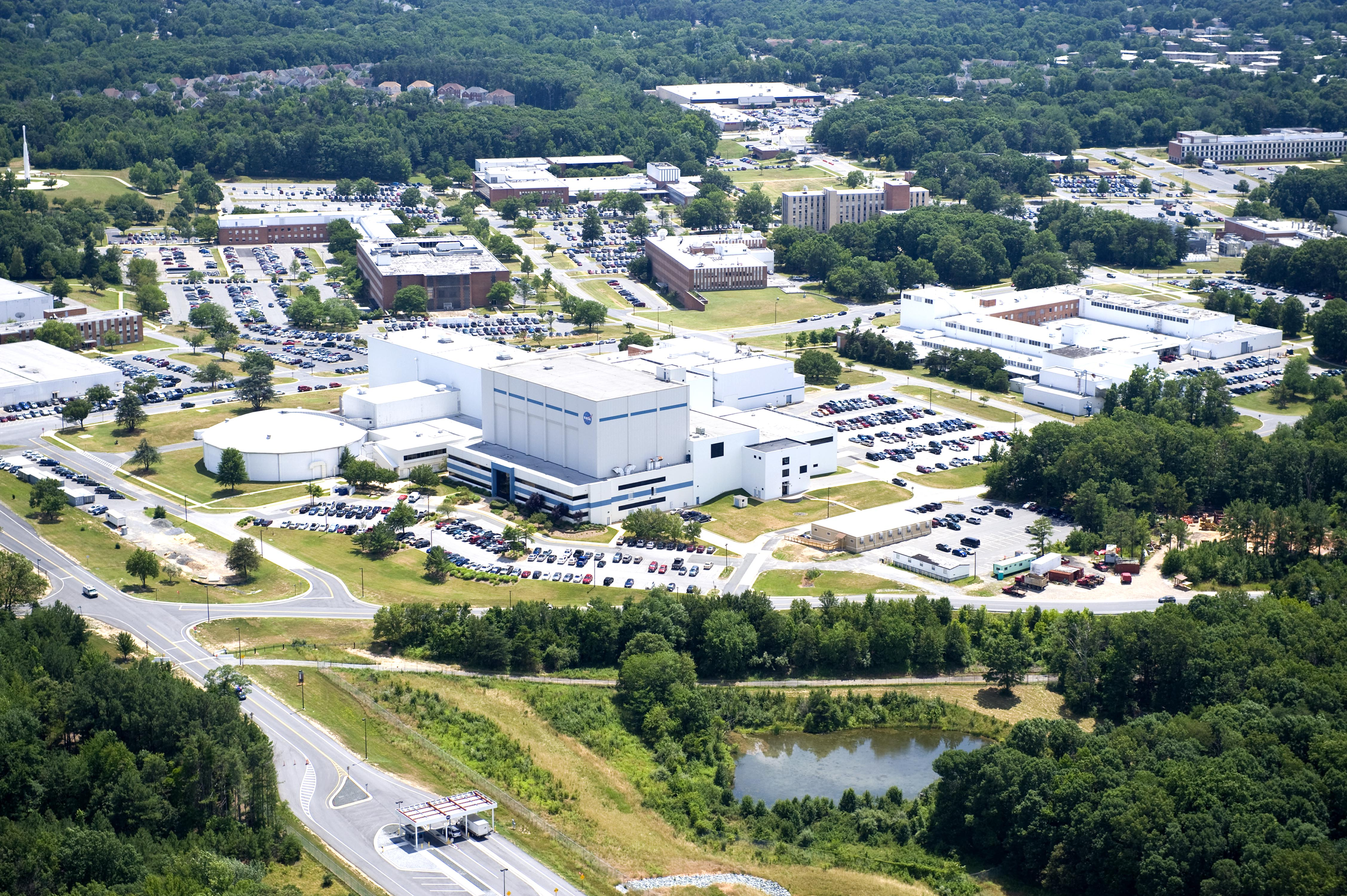
メリーランド州に所在するゴダード宇宙飛行センター

ゴダード宇宙飛行センター (GSFC) は、アメリカ合衆国で最大の科学者と技術者の共同組織であり、宇宙空間からの観測を通して、地球、太陽系、そして宇宙の知識を豊かにするための研究に専念している。無人の科学的宇宙船を開発・運用する主要な米国の研究所でもあるほか、宇宙の仕組みの科学的研究、開発及び運用、並びにそれに関連する技術開発を主導している。ゴダードの科学者らはミッションの開発と支援が可能で、ゴダードの技術者らはそのミッションのための宇宙船を設計し、建造することができる。ゴダードの科学者ジョン・C・マザーは、COBEに関する業績によって2006年のノーベル物理学賞を共同受賞した。ゴダード宇宙飛行センターは、宇宙飛行を追跡・捕捉してデータを取得する2つのネットワーク（スペースネットワークと近地球ネットワーク）を運用し、先進的な宇宙・地球科学のデータ情報システムを開発・維持しているだけでなく、アメリカ海洋大気局 (NOAA) のために衛星システムを開発している。

### ケネディ宇宙センター

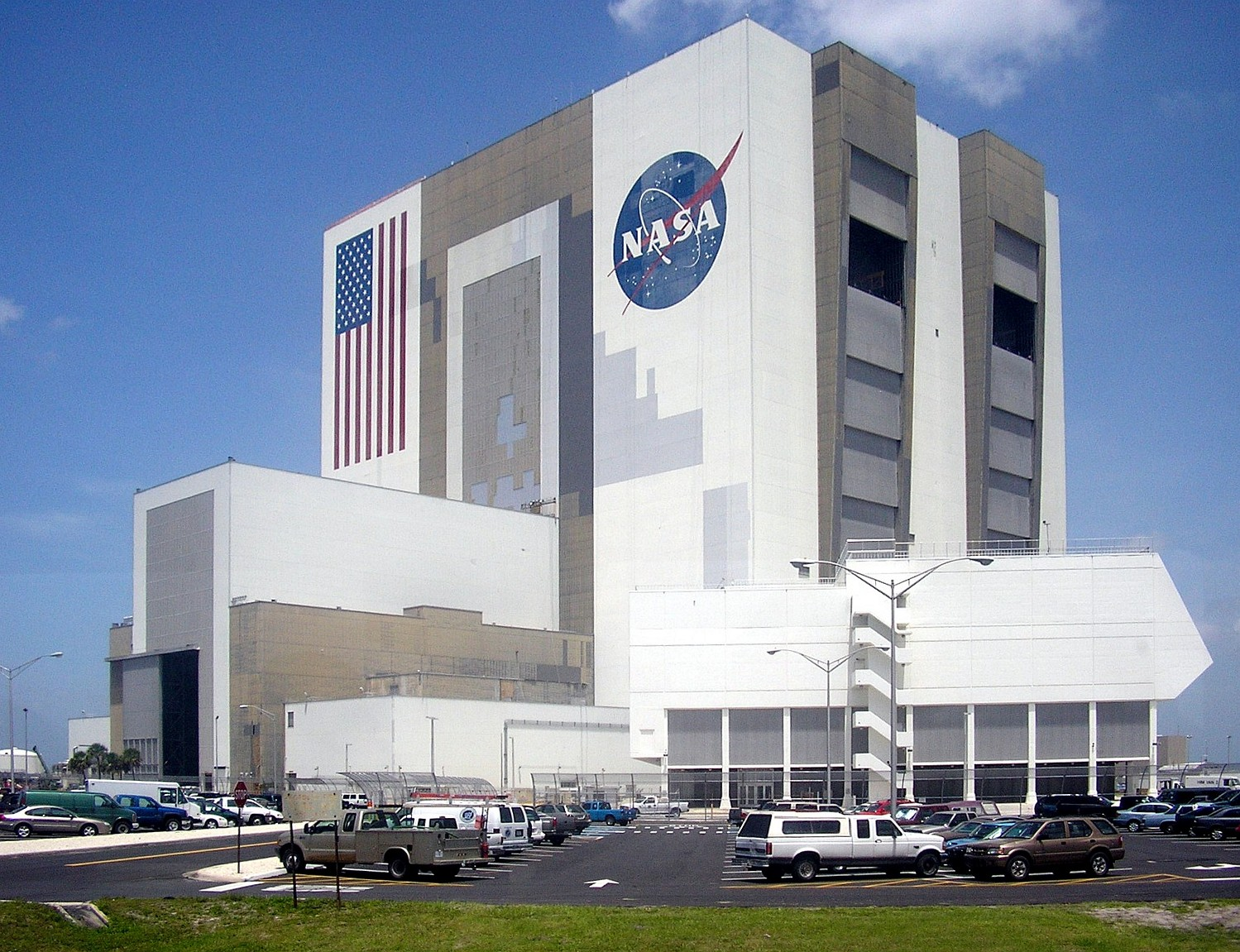
フロリダ州に所在するケネディ宇宙センター

ケネディ宇宙センター (KSC) は、最もよく知られたNASAの施設の一つである。1968年以来、アメリカ合衆国で行われるすべての有人宇宙飛行のための発射場となっている。スペースシャトル廃止による一時休止から2020年よりスペースXに貸し出され、ドラゴン2打上げにも使われている他、ケネディ宇宙センターはアメリカの民間宇宙プログラムのために、ケープカナベラル空軍基地に隣接する3つの発射台から無人のロケット打ち上げ施設を管理・運営し続けている。そのアイコン的なビークル組立棟 (VAB) は、世界で4番目に大きな容積をもつ構造物であり、1965年の竣工時には世界最大であった。ケネディ宇宙センターはフロリダ州のメリット島に位置し、大西洋に面するケープカナベラルの北北西、マイアミとジャクソンビルの中間のフロリダ州スペースコーストにある。2011年時点で、計13,100人が勤務していた。約2,100人は連邦政府に雇用された公務員で、残りは契約労働者である。

### ジェット推進研究所

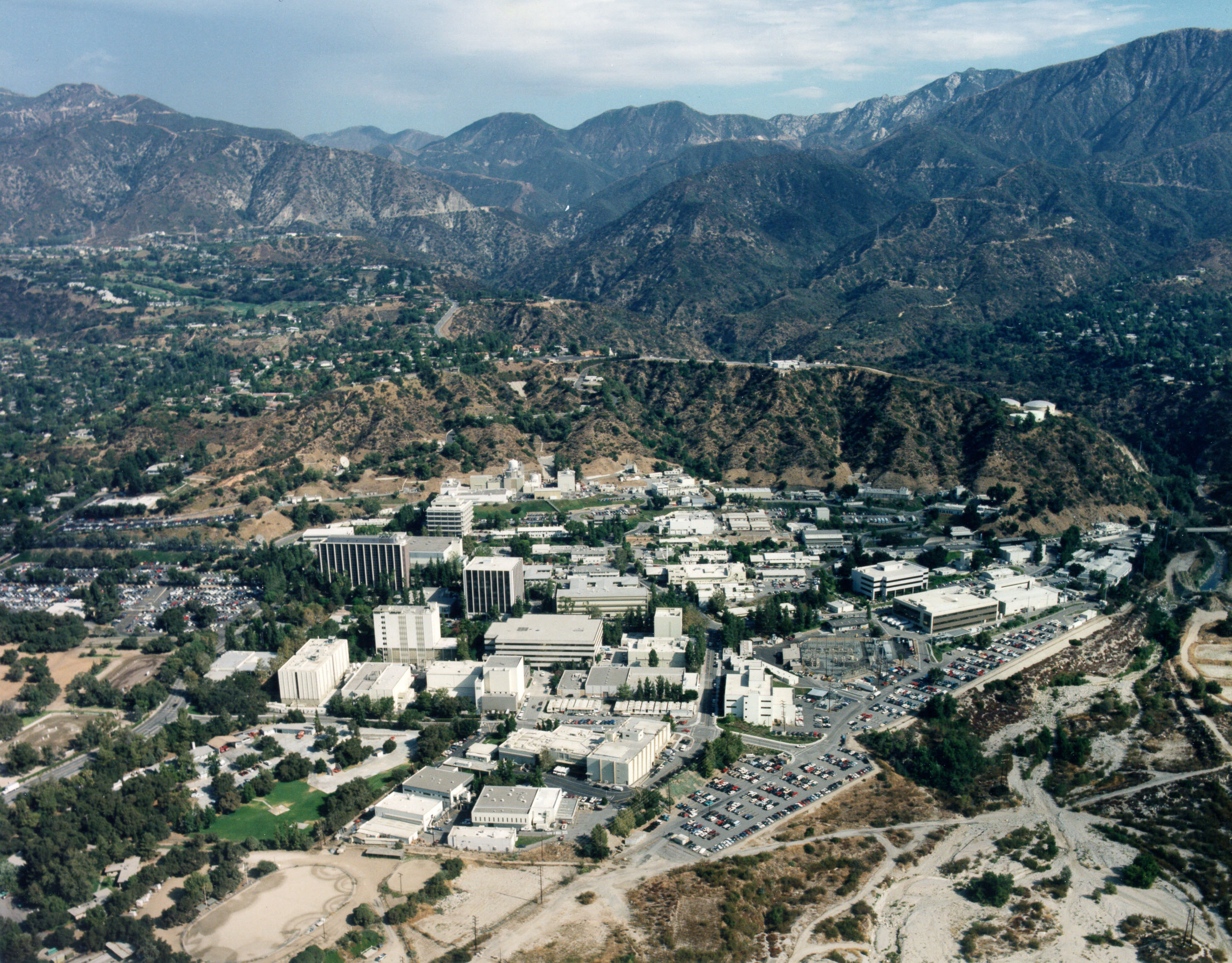
カリフォルニア州パサデナに所在するジェット推進研究所

ジェット推進研究所 (JPL) は、アメリカ合衆国初の宇宙ミッションエクスプローラー1号の背景にあった機関であり、後にNASAの一部となった最初の機関であった陸軍弾道ミサイル局と一緒であった。カリフォルニア州ロサンゼルス郡サンガブリエル・バレー地域に位置しており、ラ・キャナダ・フリントリッジとの境界に接するパサデナ市に本部が置かれている。 ジェット推進研究所は近くのカリフォルニア工科大学 (Caltech) により運営されている。JPLの第一の役割はロボットを用いた惑星探査機・宇宙船の製作と運用である。他にも、地球軌道及び天文ミッションを主導している。さらに、NASAのディープスペースネットワークの運用も担当している。

### アームストロング飛行研究センター
アームストロング飛行研究センター (AFRC) は、エドワーズ空軍基地内に置かれ、NASAにより運営されている航空に関する研究センターである。アームストロング飛行研究センターは、NASAにとって航空に関する研究のための最も重要な場所であり、世界で最も先進的な航空機の数々を運用している。また、スペースシャトルがエドワーズ空軍基地に着陸した場合に、シャトルをケネディ宇宙センターまで輸送して返すために設計された、ボーイング747型機を改造したシャトル輸送機 (SCA) の本拠地でもある。2012年12月31日、連邦議会下院は、賛成404票、反対0票で、それまでドライデン飛行研究センターとして知られていた施設名を、人類初の月面歩行を成し遂げた宇宙飛行士ニール・アームストロングに敬意を表して、現在の名称に改称した。バラク・オバマ大統領は2014年1月16日に正式に法改正のための署名をした。

### グレン研究センター
グレン研究センター (GRC) は、オハイオ州ブルックパークに位置しており、NACAの一部として1942年に設立され、後にNASAと合併して航空機のエンジンを研究するための研究所となった。1999年、アメリカ人の戦闘機パイロット、宇宙飛行士であり政治家でもあったジョン・グレンに因んで、センターの名称が公式にルイス・フィールドのNASAジョン・H・グレン研究センター (NASA John H. Glenn Research Center at Lewis Field) と改称された。グレン研究センターはNASAのすべてのミッションと主要なプログラムを支援しており、特に航空工学及び宇宙飛行の両面について革新的な技術を研究・開発することに優れている。マーキュリー計画とジェミニ計画からスペースシャトル計画及び国際宇宙ステーションまで、非常に多くのNASAのミッションがグレン研究センター発の要素を含んでいる。グレン研究センターの中核的な適応能力には、エアブリージング（エンジン）と宇宙空間での推進及び低温学、通信、電力・エネルギーの貯蔵及び変換、マイクログラビティ科学、先端材料が含まれる。

### マーシャル宇宙飛行センター

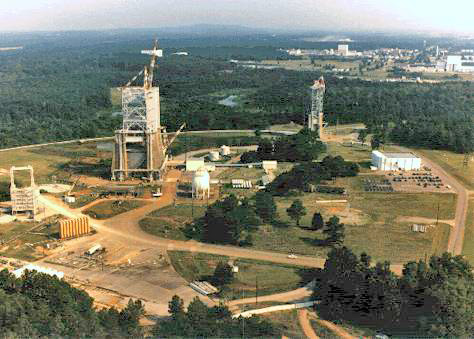
アラバマ州ハンツビルに所在するジョージ・C・マーシャル宇宙飛行センター

マーシャル宇宙飛行センター (MSFC) は、サターンV型ロケットとスペースラブ（宇宙実験室）が開発された場所である。NASAの中でも規模が最大のセンターの一つである。マーシャル宇宙飛行センターは、スペースシャトルの推進とその外部燃料タンク、ペイロードとそれに関係する乗組員の訓練、国際宇宙ステーション (ISS) の設計と組み立て、コンピュータ、ネットワーク、そして情報管理について先導するNASAのセンターである。MSFCはアラバマ州ハンツビル近郊のレッドストーン兵器廠に位置しており、その名称はジョージ・マーシャル元帥に敬意を表して命名された。

### エイムズ研究センター

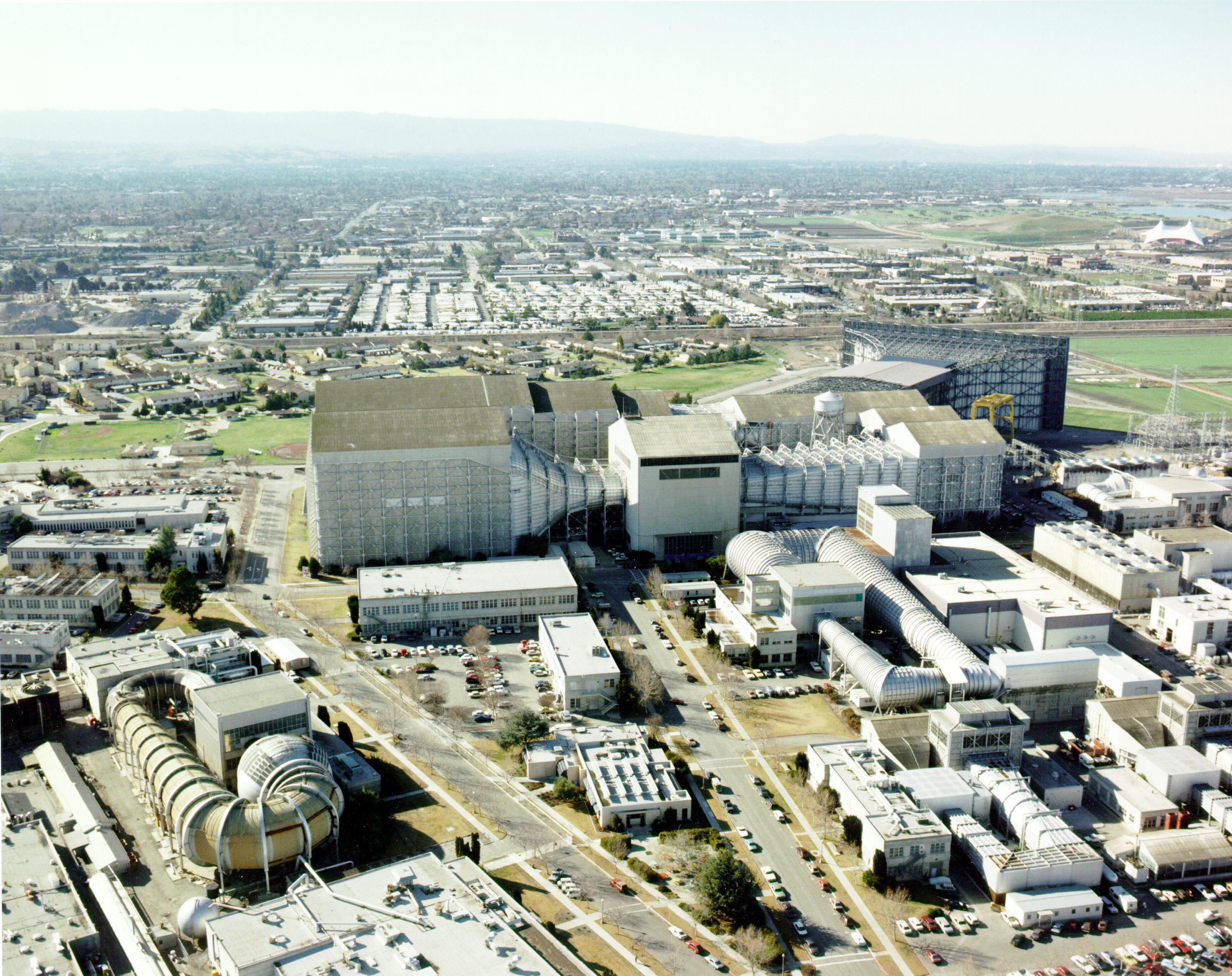
エイムズ研究センターの風洞施設群

エイムズ研究センター (ARC) は、1939年12月20日にNACAの研究所として創設され、1958年のNASAの設立と同時にその一部となった。施設名はNACAの創設メンバーであったジョセフ・スウィートマン・エイムズの名に因む。エイムズ研究センターはNASAの10施設ある主要なフィールドセンターの一つで、カリフォルニア州のシリコンバレーに位置する。歴史的には、ARCはプロペラ機の航空力学に関する風洞研究を行うために創設されたのであるが、次第にその役割は拡大して、航空工学、宇宙飛行及び情報技術の分野の研究と技術開発も担うようになった。また、宇宙生物学、小型衛星、ロボットを使用した月探査、情報処理/適応システム及び熱防護の分野においてリーダーシップをとる。

### ラングレー研究センター

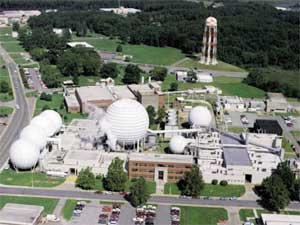
ラングレー研究センター

ラングレー研究センター (LaRC) は、最も古い歴史をもつNASAのフィールドセンターであり、バージニア州ハンプトンに所在する。ラングレー研究センターは、第一に航空工学の研究に重点的に取り組んでいるが、アポロ月着陸船の飛行試験も当施設で行われたほか、多くの注目を集める宇宙ミッションの数々も当地で計画・設計されている。1917年にアメリカ航空諮問委員会 (NACA) によって設立され、現在そのプログラムの三分の二が航空工学に捧げられ、残りは宇宙分野に専念している。ラングレーの研究者らは、40箇所以上ある風洞を用いて、航空機及び宇宙機の安全性、性能、効率性を高めるための研究をしている。1958年から1963年までの間、NASAはマーキュリー計画を始め、ラングレー研究センターはスペース・タスク・グループの主要なオフィスとして従事した。その後、このオフィスは1962年から1963年にかけて、ヒューストンの有人宇宙船センター（Manned Spacecraft Center、現在のリンドン・B・ジョンソン宇宙センター）に移管された。

### ジョンソン宇宙センター

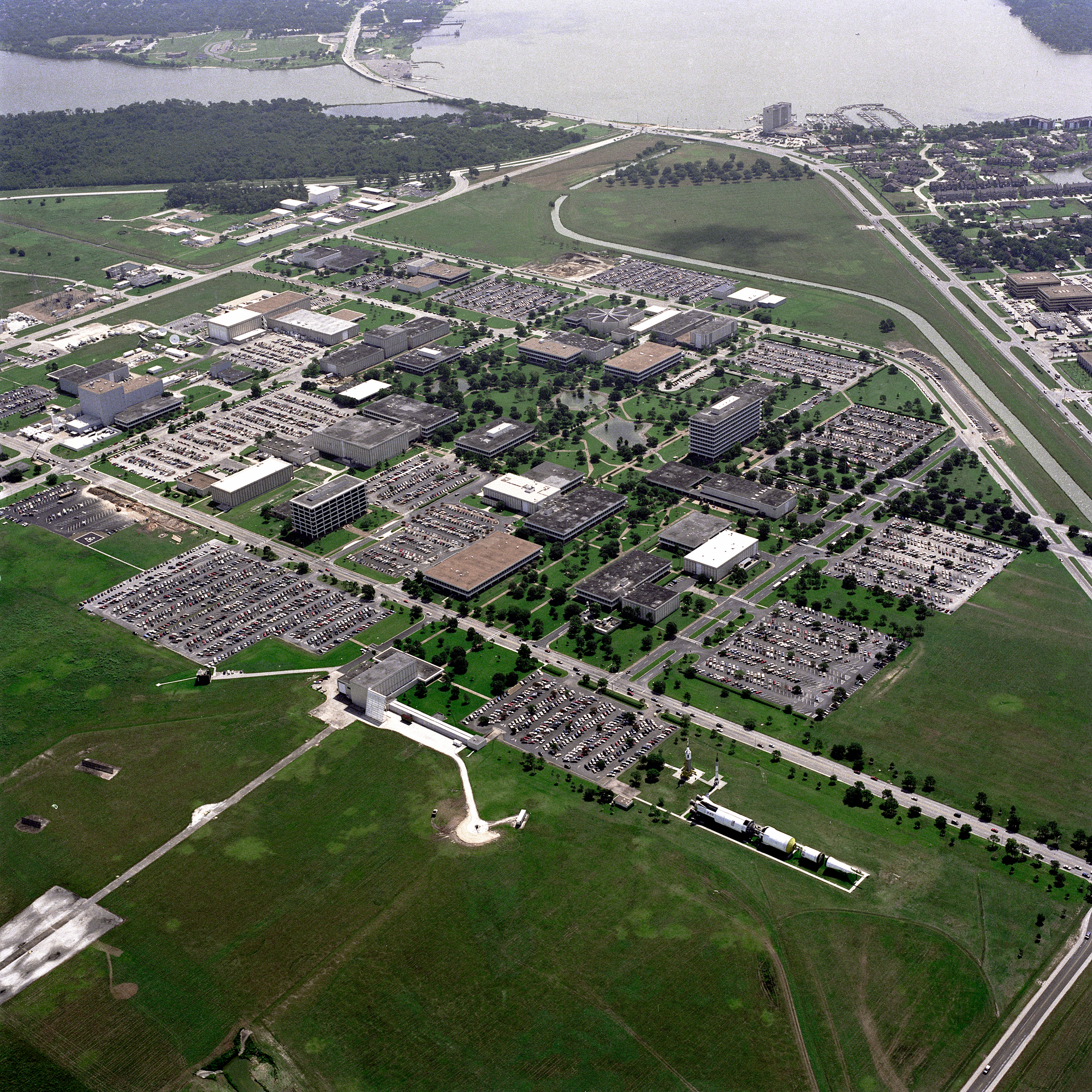
ヒューストンに所在するリンドン・B・ジョンソン宇宙センター

ジョンソン宇宙センター (JSC) は、NASAの有人宇宙飛行訓練、研究、及び飛行管制のためのセンターである。テキサス州ヒューストンに位置する1,620エーカー (656 ha) の敷地内にある100棟の建物から構成される複合施設である。この中には、クリストファー・C・クラフト・ジュニア・ミッションコントロールセンターも含まれる。ジョンソン宇宙センターはアメリカ合衆国の宇宙飛行士隊の本拠地であり、米国出身及び国際的な協力宇宙機関出身の宇宙飛行士の訓練を担当している。そのミッション中の中心的な役割によって、しばしば一般に「ミッション・コントロール」と言及される。JSCは、アメリカの有人宇宙飛行プログラムをまとめるためにNASAの創設直後に結成されたスペース・タスク・グループが発展的に解消して設立された。新しい施設はライス大学から寄付された土地に建設され、1963年に開設された。1973年2月19日、同年に死去した元アメリカ大統領で、テキサス州出身でもあったリンドン・B・ジョンソンに敬意を表して、施設はリンドン・B・ジョンソン宇宙センターと改称された。JSCは全米に10箇所あるNASAの主要なフィールドセンターの一つである。

### ステニス宇宙センター
ジョン・C・ステニス宇宙センターは、ミシシッピ州ハンコック郡のパール川沿いの、ミシシッピ州とルイジアナ州の州境近くに位置しており、スペースシャトル計画が終了するまではNASAの最大のロケットエンジン試験施設であった。現在は、地域団体、州の団体、国の団体、国際団体、私立及び公立の団体・機関など、30を超える団体によってロケットの試験のために使用されている。また、NASAシェアード・サービス・センター (NASA Shared Services Center) を含む。

## その他の施設

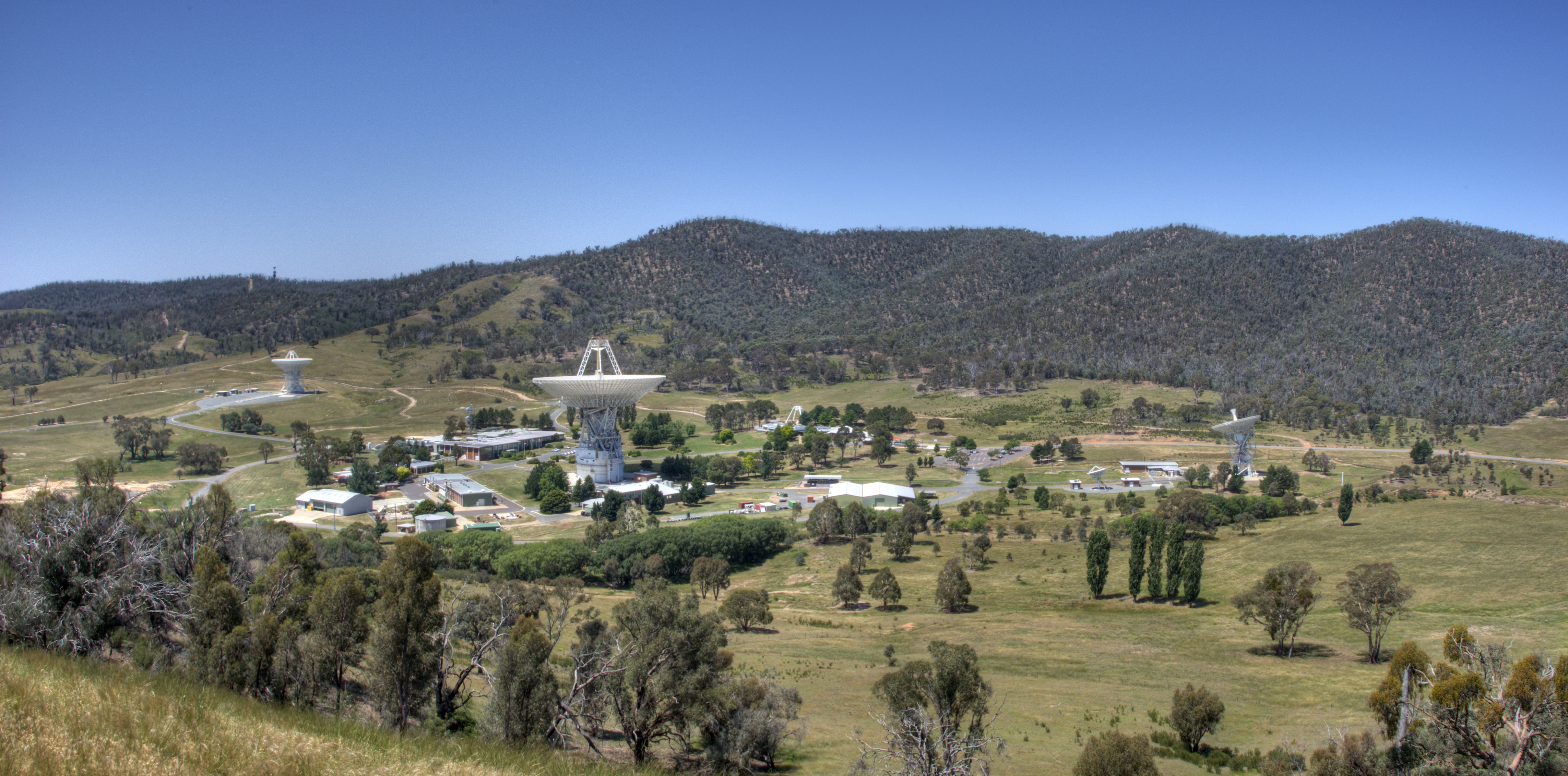
オーストラリアに所在するキャンベラ深宇宙通信施設

キャンベラ深宇宙通信施設 (CDSCC) は、オーストラリアのキャンベラ郊外、ティドビンビラにある地上局である。この複合施設は、ジェット推進研究所 (JPL) により運営されるディープスペースネットワークの一角をなす。一般には、ティドビンビラ深宇宙追跡局 (Tidbinbilla Deep Space Tracking Station) と呼ばれることもある。1965年3月19日に正式に開設された。施設はキャンベラ市街から離れたところにあるため、パラボラアンテナから生じる市街地の高周波のノイズを遮断するのに適している。
ジョンズ・ホプキンズ大学応用物理研究所は、主要な研究施設の一つである。

## 組織の構成
- NASA本部（ワシントンD.C.）
- エイムズ研究センター（カリフォルニア州モフェット・フィールド（英語版））
- アームストロング飛行研究センター（カリフォルニア州エドワーズ（英語版）
- ルイス・フィールドのジョン・H・グレン研究センター（オハイオ州クリーブランド）
- ゴダード宇宙飛行センター（メリーランド州グリーンベルト）
  - ゴダード宇宙科学研究所（ニューヨーク州ニューヨーク）
  - 独立検証及び有効性確認施設（英語版）（ウェストバージニア州フェアモント）
  - ワロップス飛行施設（バージニア州ワロップス島）
- ジェット推進研究所（カリフォルニア州パサデナ近郊）
  - ディープスペースネットワークの地上局：
    - ゴールドストーン深宇宙通信施設（カリフォルニア州バーストウ）
    - マドリード深宇宙通信施設（スペイン マドリード州 ロブレード・デ・チャベーラ（スペイン語版））
    - キャンベラ深宇宙通信施設（オーストラリア首都特別地域キャンベラ）
- リンドン・B・ジョンソン宇宙センター（テキサス州ヒューストン）
  - ホワイトサンズ試験施設（英語版）（ニューメキシコ州ラスクルーセス）
- ジョン・F・ケネディ宇宙センター（フロリダ州メリット島）
- ラングレー研究センター（バージニア州ハンプトン）
- ジョージ・C・マーシャル宇宙飛行センター（アラバマ州ハンツビル）
  - ミーシュー組立施設（英語版）（ルイジアナ州ニューオーリンズ）
- ジョン・C・ステニス宇宙センター（ミシシッピ州ベイセントルイス）

## 小規模施設の一覧

### 通信・望遠鏡施設
- ディープスペースネットワーク (DSN) 地上局
  - キャンベラ深宇宙通信施設（オーストラリア キャンベラ）
  - ゴールドストーン深宇宙通信施設（カリフォルニア州バーストウ）
  - マドリード深宇宙通信施設（スペイン マドリード州）
- NASA赤外望遠鏡施設（英語版）（ハワイ州）
- 近地球ネットワーク（英語版） (NEN) ターミナル
  - ポーカーフラット実験場（英語版）（アラスカ州フェアバンクスノーススター郡）
- スペースネットワーク（英語版） (SN) 地上ターミナル
  - グアム・リモート・グラウンド・ターミナル（グアム）

### 製造・試験・研究施設
- ゴダード宇宙科学研究所（ニューヨーク市）
- 独立検証及び有効性確認施設（英語版）（ウェストバージニア州フェアモント）
- ミーシュー組立施設（英語版）（ルイジアナ州ニューオーリンズ）
- プラム・ブルック・ステーション（オハイオ州サンダスキー（英語版）グレン研究センターの近く）
- ワロップス飛行施設（バージニア州ワロップス島）
- ホワイトサンズ複合施設（英語版）（ニューメキシコ州）
  - ホワイトサンズ試験施設（英語版）（ニューメキシコ州ラスクルーセス）